# De profundis (Gubaidulina)

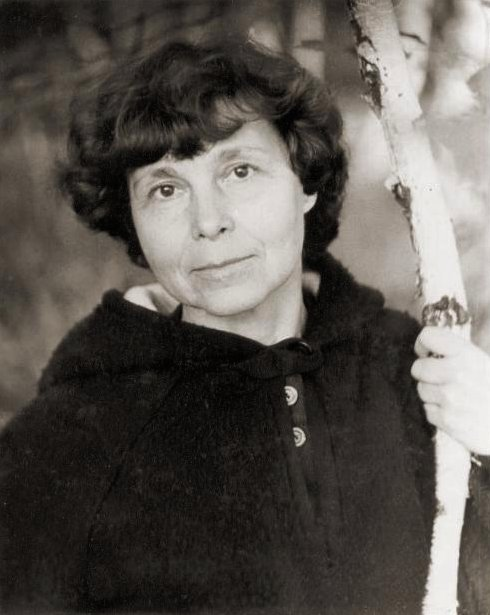
Sofia Gubaidulina (1981)

Mit De profundis (Aus der Tiefe) schuf die russische Komponistin Sofia Gubaidulina 1978 ein Musikwerk, das als „Gubaidulinas Akkordeonklassiker“ bezeichnet wird. Für das russische Bajan (Knopfakkordeon) komponiert, verweist seine Überschrift auf Psalm 130 „Aus der Tiefe rufe ich, Herr, zu Dir“.

## Ein Volksinstrument wird zum musikalischen Medium
Als in den 1970er Jahren Sofia Gubaidulinas Musik in der Sowjetunion teilweise verboten war und die Komponistin auch nicht ins Ausland reisen durfte, wurde sie gemeinsam mit russischen Kollegen in einer Improvisationsgruppe aktiv, die speziell mit seltenen Klangfarben von Volks- und Ritualinstrumenten russischer und anderer Länder arbeitete. Unter dem Namen „Astreja“ wurde dieses Ensemble durch öffentliche Konzerte und Tonaufnahmen bekannt. In Folge ihrer Arbeit mit dieser Gruppe, in der sie u. a. auch die japanische Koto spielte, schrieb sie mehrere Kompositionen für das russische Knopfakkordeon Bajan. 

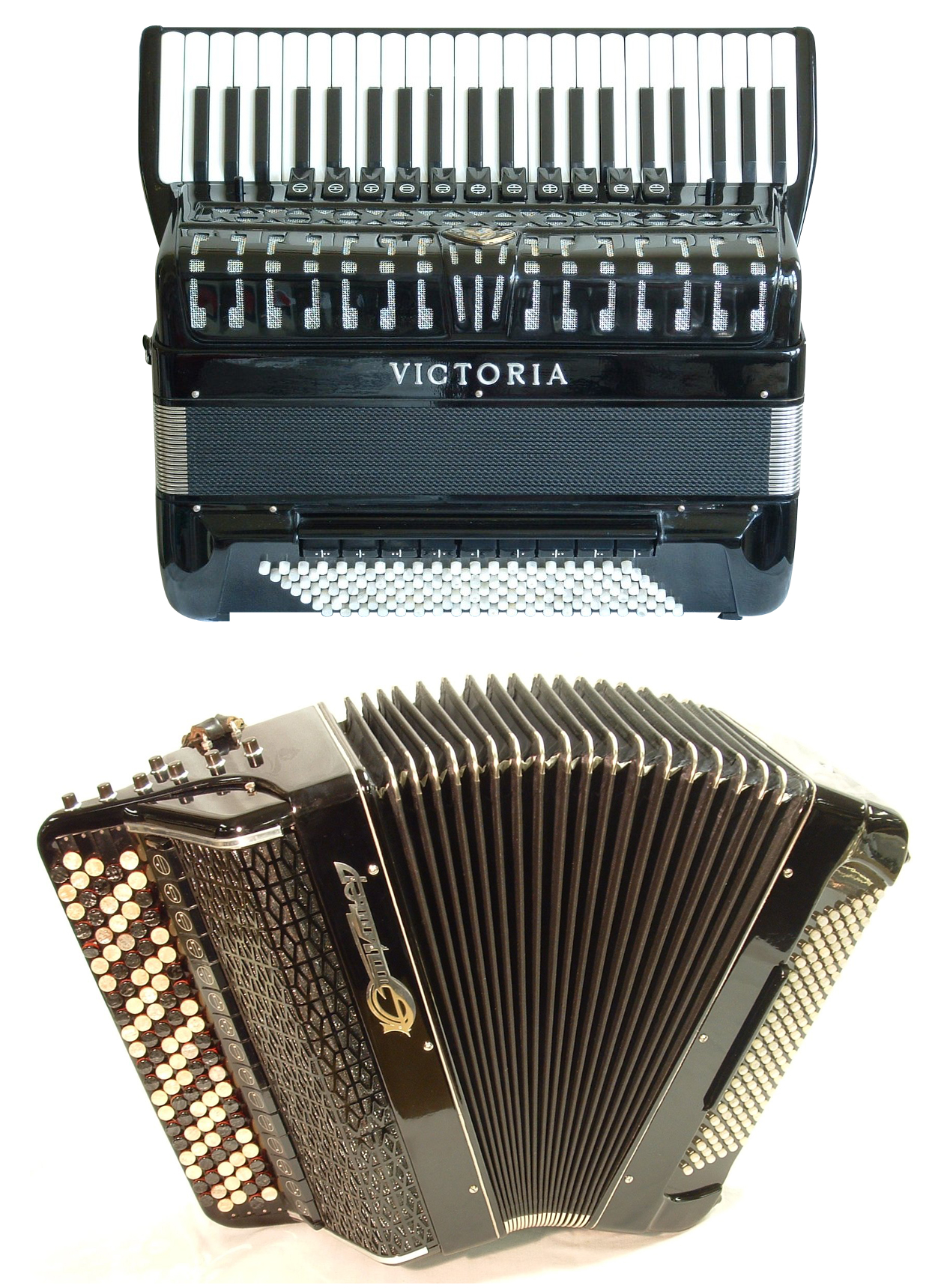
Unten: Bajan mit zwei Knopfseiten, oben: Akkordeon mit je einer Seite Knöpfen und Klaviertasten

 „De profundis“ wurde 2006 in einer Radiosendung als „Gubaidulinas Akkordeon-Klassiker“ bezeichnet. Die klanglichen und technischen instrumentalen Möglichkeiten eines bis dahin zumeist als Volksinstrument eingestuften Instruments schöpfte sie mit ihrem Stück für Bajan „in zuvor nicht für möglich gehaltener Weise aus“.

### Bajan und Akkordeon
Das westliche Pendant zum russischen Bajan ist das Akkordeon, beide Instrumente sind für Gubaidulinas Stück in gleicher Weise geeignet. Das Bajan, dessen Ursprung auf die Wiener Schrammelharmonika zurückgeht, hat sich im 20. Jahrhundert insbesondere in Osteuropa zum chromatischen Knopfakkordeon weiterentwickelt. Seit der Jahrhundertwende wurde es so auch in Westeuropa bekannt, wo es z. B. von russischen Musikern häufig in Fußgängerzonen gespielt wird, oft mit westlicher klassischer Musik z. B. als „Ein-Mann-Orchester“  mit Vivaldis Jahreszeiten.
Den optisch erkennbaren technischen Unterschied zwischen beiden Instrumenten bilden die Knöpfe beim Bajan für die rechte Hand, anstelle der Klaviertasten beim Akkordeon. Bei YouTube kann man die verschiedenen Bauweisen des Instruments vergleichen und unterschiedliche musikalische Interpretationen von Gubaidulinas De profundis anhören.

### Popularität des Instruments
Nach ersten Anfängen um 1800 wurde das moderne Akkordeon im ersten Drittel des 20. Jahrhunderts erfunden. Seit 1935 gibt es die internationale, in Paris gegründete „Confédération Internationale des Accordéonistes (CIA)“. Dem litauischen Akkordeonspieler Martynas Levickis gelang es 2013 erstmals, Platz 1 der Classical Artist Albums Charts in Großbritannien mit diesem Instrument zu erreichen.

## Spirituelle Ebene
Sofia Gubaidulina stammt aus russisch-tatarischer Familie, ihr Großvater war ein Imam, ein Geistlicher muslimischer Religion, „der den Koran in verschiedene Sprachen übersetzte“. 1970 ließ sich die Komponistin christlich-orthodox taufen; allerdings hielt sie dies „vor ihrer sowjetischen atheistischen Umwelt“ bewusst verborgen.
Gubaidulina äußerte einmal, dass sie persönlich ihr Komponieren als „sakralen Akt“ empfinde, auch dann, wenn sich das nicht im Titel ausdrückt.

„mir scheint, dass ich die ganze Zeit durch meine Seele reise, in eine bestimmte Richtung, immer weiter und weiter.“

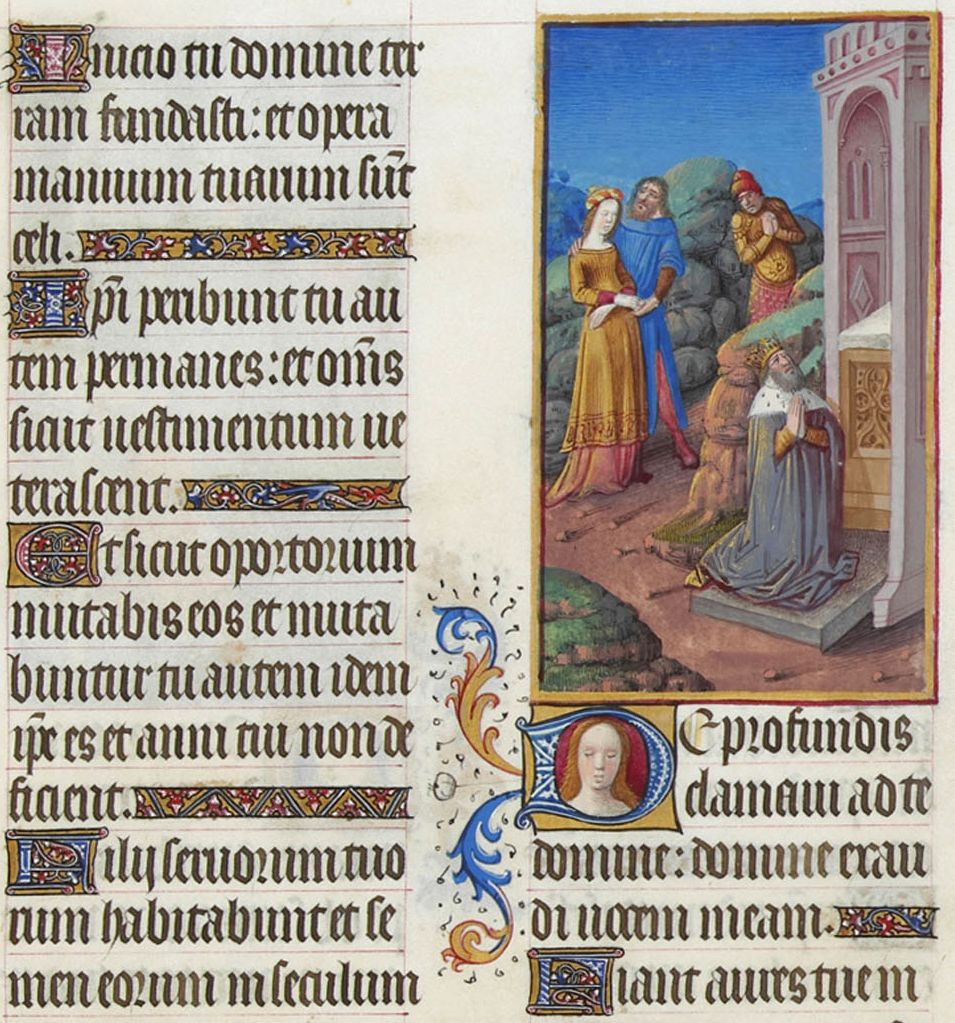
De profundis (Psalm 130, rechts)

 Ihr Werk De profundis trägt seinen christlichen Titel nach dem 130., in ursprünglicher Zählung 129. Psalm, der zum Bußpsalm und Totengebet der katholischen Kirche wurde. (Das Bild zeigt den Titel als Abbildung im berühmten Stundenbuch des Herzogs von Berry (15. Jh.)).
Vertonungen des Textes sind seit dem 15. Jahrhundert bis in unsere Zeit bekannt. Die Vertonung für ein Instrument allein – und ohne Text wie hier – ist eine Ausnahme, welche letztere nochmals bei Arthur Honegger in seiner Symphonie liturgique (1946) im 2. Satz: De profundis (gleichfalls ohne Text) vorkommt. Gubaidulinas einsätziges Bajanstück „ohne Worte“ über den (in der Ursprache) hebräischen Text „De profundis clamavi ad te, Domine“ (Aus der Tiefe habe ich zu dir, Herr, gerufen) ist dem russischen Bajanisten/Akkordeonisten Friedrich Lips gewidmet. Die Uraufführung war 1980.

## Rezeption
Das Stück liegt in graphischer Notation vor, zu großen Teilen zusätzlich in „normaler“ Notenschrift. Mit der Komponistin und ihren Werken befasste sich die Musikwissenschaftlerin Dorothea Redepenning. Ihre Analyse expliziert De profundis, als ein Werk, welches bei aller kompositorischen Kompliziertheit klare Konstruktion aufweise und die „Überwindung der Tiefe“ und das „Erarbeiten der Höhe“ erlebbar mache.
Die Intensität dieses Stückes teilt sich unmittelbar durch seine aufwühlende akustische Dimension und seinen hohen instrumentalen Anspruch mit. Es beginnt mit einem lang ausgehaltenen „Krach“, einem Chaos (Redepenning: „rhythmisch und metrisch freie Klangfläche in tiefster Lage“), dessen (im Wortsinn) erschütternde Wirkung sich hörbar und sichtbar durch Vibrato im Inneren des Instruments darstellt. Beim weiteren Verlauf erklingen Crescendo/decrescendo-Passagen, aggressive Glissandi mit der rechten Hand, intensive Akkordkombinationen und Cluster-Griffe aller Finger (mehrere Töne nebeneinander gleichzeitig), deren chromatische (Halbton-) Fortschreitung durch die sich ständig verändernde Griffhöhe auch optisch (insbesondere auf den schwarz/weißen Tasten des Akkordeons) erlebbar ist (Redepenning: „4-töniges Modell mit Halbtonchromatik“). Langgezogenes Verebben, dazwischen Wiederaufleben, mündend in hohe Choralbruchstücke (mit der linken Hand an den Knöpfen); einmal, wie eine Erscheinung, eine E-Dur-Harmonie (nach Redepenning ~ Takt 192), unterbrochen von hohen „Spielfiguren“ und ruhigen Melodien. (Redepenning: „Hier erst ist ›Tiefe‹ überwunden“). Zur Darstellung gehören wiederkehrende größere Pausen, Atem- und Stimmengeräusche, alles dies innerhalb eines Umfangs von mehreren Oktaven vom dreifachen Piano (ppp) bis ins dreifache Forte (fff).
Der Komponist Viktor Suslin, Freund und Kollege Gubaidulinas aus der Gruppe „Astreja“ beschreibt seinen Eindruck von der Komposition so:

„ein Aufstieg vom Niedrigsten zum Höchsten, dem Atem, der Seele bis hin zur Weltseele oder der Weisheit“

In derselben Sendung heißt es: „Mit den Mitteln des Klangs überträgt Gubaidulina ein Symbol des Lebens auf die Musik: den Atem. Der Atem unterscheidet das Lebendige vom Toten. Welches andere Instrument […] könnte diese Eigenschaft besser zum Ausdruck bringen, als das Akkordeon. […] es atmet durch das Auseinanderziehen und Zusammendrücken des Balgs.“ Im Vergleich zu den Instrumenten, die angeblasen werden wie Flöte oder Horn usw. (Aerophone, „Luftklinger“), übernimmt das Instrument Akkordeon selbst diese Funktion als Handzuginstrument.

### Beispielhafte Wiedergabe am Tastenakkordeon
- Interpretation durch Nancy Laufer (2010) am Tasten-Akkordeon, 1. Teil.
- 2. Teil: (kürzer als 1. Teil) Schluss

## Trivia
- Buchtitel De Profundis. Vom Scheitern der Russischen Revolution